# Kradzież tożsamości
Kradzież tożsamości, a ściślej fałszerstwo tożsamości – celowe używanie danych osobowych innej osoby, adresu zameldowania, numeru PESEL, najczęściej w celu osiągnięcia korzyści majątkowej. Kradzież tożsamości zwana jest także defraudacją tożsamości, gdyż chodzi o podszywanie się pod czyjeś dane, a nie "usunięcie" danych ofiary.
W myśl artykułu 190a §2 polskiego kodeksu karnego - o ile sprawca miał na celu (zamiar bezpośredni) wyrządzić szkodę innej osobie (majątkową bądź osobistą) - za przestępstwo kradzieży tożsamości grozi kara od 6 miesięcy do 8 lat pozbawienia wolności. Sankcja wzrasta, gdy ofiara przynajmniej podjęła się próby zamachu na własne życie - wówczas zagrożenie karą wynosi co najmniej 2 lata pozbawienia wolności, a maksymalnie - 12.